# Pia Zadora
Pia Zadora, született Pia Alfreda Schipani (Hoboken, 1954. május 4. –) Golden Globe-díjas amerikai énekesnő, színésznő.
Főleg a Santa Claus Conquers the Martians (1964) és a Lepke (1982) című filmek miatt ismert, holott utóbbi több kritikát is kapott. Ennek ellenére a filmmel Golden Globe-díjat nyert az év színésznő felfedezettje kategóriában, de elnyerte a legrosszabb női főszereplőnek járó Arany Málna-díjat is ugyanezért az előadásáért.
Pia Zadora legismertebb dala a "When the Rain Begins to Fall", amely egy duett Jermaine Jacksonnal.

## Fiatalkora és pályafutása
Pia Alfreda Schipani néven született a New Jersey állambeli Hobokenben. Apja hegedűs volt, míg anyja egy színházban dolgozott.
Első filmszerepe a Santa Claus Conquers the Martians (jelentése: "A Télapó meghódítja a marslakókat") című filmben volt.

## Magánélete
1977-ben ment feleségül Meshulam Riklis üzletemberhez. Akkor ő 23 éves volt, míg Riklis 54. 1988-ban megvették a Pickfair nevű villát a Los Angeles Lakers tulajdonosától, Jerry Buss-tól. A vendégházak kivételével lerombolták az épület többségét, elmondásuk szerint azért, mert a termeszek és az idő megnehezítették a felújítást.
Két gyerekük van: Kady Zadora és Kristofer Barzie.
1993-ban elváltak. Zadora azonban 2005/2006-ig megtartotta a villát, majd eladta egy koreai üzletembernek.
Második férje Jonathan Kaufer rendező volt. 1995-től 2001-ig voltak együtt, és egy gyerekük volt: Jordan Maxwell Kaufer.
2014-ben kórházba került egy golfbaleset miatt.